# Conrad Haas
 (février 2016).
Si vous disposez d'ouvrages ou d'articles de référence ou si vous connaissez des sites web de qualité traitant du thème abordé ici, merci de compléter l'article en donnant les références utiles à sa vérifiabilité et en les liant à la section « Notes et références ».
Pour les articles homonymes, voir Haas.
Conrad Haas est un ingénieur autrichien né à Dornbach près de Vienne en 1509 et mort à Hermannstadt (aujourd'hui Sibiu) en 1576.

## Biographie
Il a vécu dans la principauté de Transylvanie au XVIe siècle où il a été chef du dépôt d'artillerie d'Hermannstadt (aujourd'hui Sibiu), entre 1550 et 1570. En cette qualité, il a participé à la bataille de Vienne contre les Turcs et fait des recherches sur les roquettes militaires.
Un manuscrit découvert en 1961 par Doru Todericiu (alias Pierre Carnac, ingénieur chimiste d'origine roumaine et historien des sciences) dans la bibliothèque de Sibiu est un compte rendu des expériences réalisées par Haas sur le lancement d'une fusée à étages et d'une « lance volante » (un missile). L'expérience aurait eu lieu en 1555, devant des milliers de témoins et aurait été un succès. C'est le premier lancement connu en Europe d'une fusée à plusieurs étages.
Parmi les inventions de Conrad Haas, dont on trouve les dessins et la description dans le manuscrit, figurent :
- Fusées à deux et trois étages (1529) (ci-contre).
- Ailettes de stabilisation en forme d'ailes delta (1555).
- Systèmes d'ignition des étages à carburant solide (1555).
- « Maisonnette volante », placée au sommet d'une fusée.

Également, il a suggéré d'utiliser un animal à bord d'une fusée pour tester les effets, mais il n'y a aucune preuve sur la réalisation de cette expérience.

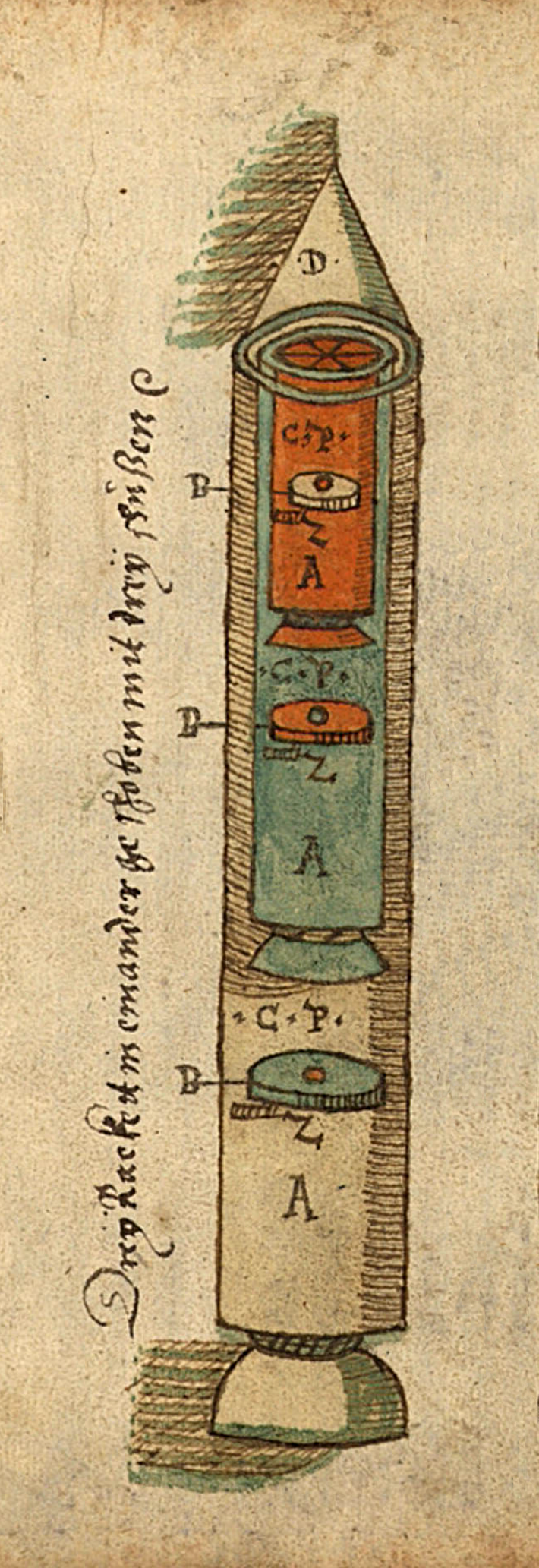
Fusée à trois étages de Conrad Haas.
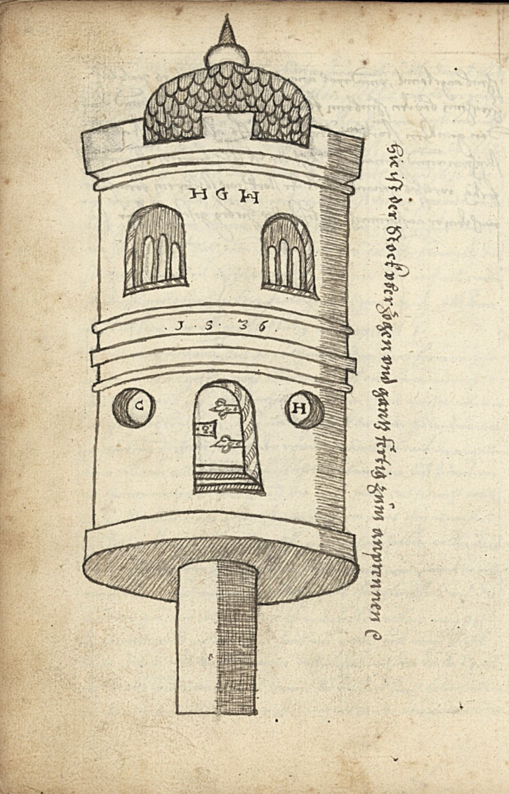
Maison volante de Conrad Haas.

## Publications
- Kunstbuch zwischen 1529 und 1556, Handschrift im Nationalarchiv Bukarest, Ms. 2286, Faksimile im Nationalarchiv - Filiale Sibiu, Varia II 374.
- Conrad Haas: Entwurf Wie du solt machen gar schöne Rakette, die da von im selber oben hinauff in die hoch faren, Manuskript von Hermannstadt, Archiv der Bukarester Akademie.